# Нуров, Рабадан Нурович
Рабадан Нурович Нуров (1889—1942) — даргинский поэт и драматург, один из основоположников даргинской советской литературы. Член Союза писателей СССР с 1934 года.

## Биография
Рабадан Нуров родился в 1889 году в ауле Санамахи (ныне в Левашинском районе Дагестана) в крестьянской семье. Учился в медресе.
В юности работал на нефтяных промыслах в Майкопе, где становится членом подпольной организации. За участие в забастовке с 1914 по 1917 годы находился в тюрьме. Согласно одному из источников - участник Первой мировой войны.
После Октябрьской революции вернулся в Майкоп, был избран сперва членом, а потом представителем Исполнительного комитета Советов.
В 1918 году возвратился в Дагестан, принимал активное участие в борьбе за установление Советской власти в Дагестане. Участвовал в боях с белогвардейцами в ущелье Ая-кака, командуя партизанским кавэскадроном. Руководил партизанским отрядом во время подавления крупного антисоветского восстания в Дагестане. За боевые заслуги был награждён орденом Красного Знамени.
После гражданской войны работал председателем Гунибского, позже Даргинского окрисполкомов, управляющим Даггиза, директором Дагсельхозинститута.
Рабадан Нуров был участником Первого Вседагестанского съезда писателей, а также Первого съезда писателей СССР.
В 1937 году репрессирован властью. Впоследствии посмертно реабилитирован.

## Творчество
Свои первые произведения Нуров создал ещё до революции. В стихотворении «Три горца» (1914) он призывал к свержению самодержавия. После установления советской власти основными темами стихов Нурова стали борьба за свободу и равноправие горских женщин. Первая книга стихов Нурова «Революционные песни» на даргинском языке вышла в свет в 1920 году. В конце 1920-х — начале 1930-х годов Нуров написал первые пьесы в даргинской литературе «Айшат в когтях адата» и «Разоблаченный шейх», которые стали важной вехой в развитии даргинской драматургии.

### Печать
Первая книга стихов Р. Нурова издана в 1920 году. В 1928 году Даггосиздатом издана его пьеса «Айшат в когтях адата». В 1933 году были отдельными сборником изданы его стихи, посвященные гражданской войне в Дагестане. В 1934 году — двепьесы «Гнет» и «Разоблаченный шейх». Был издан также и сборник его избранньх стихов. Отдельные стихотворения Р. Нурова вошли в «Сборник даргинских стихов», в антологию даргинской поэзии. Первый сборник стихов Р. Нурова на русском языке был издан в 1936 году. Сборник стихов Р. Нурова был издан Даггизом в 1960 году.

## Память
На доме по улице Оскара, № 13 в Махачкале, в котором жил Рабдан Нуров, установлена мемориальная доска.